# Kálek (Točná)
Kálek je údolí nacházející se na jižním okraji Prahy, které od sebe odděluje vrchy Šance a Čihadlo. Táhne se od severozápadního konce obce Točná k severní straně osady Závist. Protéká jím Závistský potok, který je pravostranným přítokem Vltavy a své vody sbírá ze strání obou přilehlých Brdských vrchů. Údolí Kálek začíná u čističky odpadních vod dřívějšího vojenského prostoru 11. protiletadlového raketového oddílu Točná, respektive u původně vojenských bytovek, a končí při ústí Závistského potoka do Vltavy pod Závistí. Kálek má asi 2 km na délku s převýšením 192 m a šířku od zhruba 60 metrů v zúžení pod Závistí až po přibližně 600 m s převýšením 60 m ve svém nejširším místě.
Údolí Kálek se nachází ve třech pražských katastrech, jeho největší, východní část patří do katastru Točné, v severozápadní části u Závisti pak tvoří hranici katastrů Komořan a Zbraslavi, k němuž patří i Závist. V úzkém zákrutu severovýchodně od Závisti na samém úpatí Čihadla pak Závistský potok a Kálek překlenuje mostek ze 17.-18. století, po němž vedla až do roku 1939 hlavní cesta spojující Zbraslav, Závist, Komořany a Modřany.
Z jihovýchodu ke Kálku přiléhá prostor bývalého keltského oppida Závist, respektive jeho část nacházející se na vrchu Šance. Jde o nejméně prozkoumanou lokalitu tohoto významného archeologického naleziště, chráněného jako národní kulturní památka. Kálek a Závistský potok mohly mít důležitý význam již v době laténské.
Kálkem vede podél levého břehu Závistského potoka původní lesní cesta pro povozy, bývalá hlavní spojnice mezi Točnou, Komořany a Závistí. Od dob první republiky prochází Kálkem také podél pravého břehu Závistského potoka ulice Branišovská, která nahradila dřívější lesní cestu a vytvořila tím novou hlavní komunikaci vedoucí na Točnou.

## Kálek jako komunikace a fortifikace
Přestože název údolí Kálek není příliš dobře znám, samotné údolí má svojí polohou značný strategický význam, což lze demonstrovat na jeho vojenském využití od starověku po dobu nedávno minulou.

### Starověk
Jak již bylo zmíněno výše, údolí Kálek tvoří severní hranici vrchu Šance, na němž se rozkládá severní část starověkého hradiště Lhota-Točná (nejčastěji nesprávně nazývaného oppidum Závist). Strmý svah do Kálku vytvořil výborné předpoklady pro výstavbu opevnění, které se nachází na jižní straně údolí. Pevnostní valy hradiště v těchto místech vznikaly v době laténské, pravděpodobně v 1. století př. n. l. a představují vrchol fortifikační architektury laténského období. Jižní kraj údolí tedy představuje severní val hradiště, pod nímž se směrem do údolí nachází široký pevnostní příkop. Za pozornost stojí fakt, že tímto až 15 metrů širokým příkopem je obehnána právě jen část hradiště rozkládající se na Šancích. Zhruba u nejsevernějšího výběžku valů ústí do údolí Kálek jedna ze dvou bývalých bran severní části hradiště, místo které je nazváno „Ve vratech“. Význam Kálku jako komunikace s hradištěm na Šancích, později s obcí Točná je tedy doložen od přelomu našeho letopočtu.
Na severnějším vrchu hradiště Lhota-Točná nebyl nikdy proveden soustavný archeologický výzkum, ale pouze zde v 70. letech došlo k omezené sondáži. Proto průzkum valů na hranici Kálku vychází z terénního zaměření, nicméně skýtá řadu otázek. Právě valy na hraně Kálku, a pouze ty, v celém systému hradiště vykazují netypické prvky, které jsou předmětem různých interpretací předních archeologů. Prof. Šimek představil hypotézu, že po severní straně valů byla vybudována schodiště vedoucí do Kálku kvůli zajištění vody ze Závistského potoka (představoval jeden z hlavních zdrojů vody vedle potoka Břežanského a Lhoteckého a částečně Točenského). Další možností je ovšem hypotéza uvádějící, že tato část opevnění nebyla dokončena a atypické prvky souvisí s jeho výstavbou.
Každopádně se díky tomu stala jižní hranice Kálku součástí národní kulturní památky – Oppida Závist a většina východní části údolí pak spadá do ochranného pásma NKP.

### Středověk-Novověk
Mohutné valy hradiště byly, jako v mnoha podobných případech, znovu využity při pozdějších válečných taženích. Proto jsou atypické prvky valů v údolí Kálku také spojovány s pozdějším využitím opevnění. Název vrchu Šance, který se odvozuje právě od fortifikací, je uváděn již v Hájkově Kronice české, a proto je jisté, že fortifikace byla znovu využitá již v průběhu středověku. Nakonec s ohledem na fakt, že vrch leží na břehu Vltavy u zbraslavského brodu, jej činí velmi významnou strategickou pozicí, která měla svůj význam při jakémkoliv obléhání Prahy od středověku, až po 18. století. Údolí Kálek pak získalo na významu ať jako komunikace vedoucí do prostoru obce Točná, tak jako překážka na hlavní spojnici mezi Zbraslaví a Modřany (Břežanské údolí zůstávalo jako silnice problematické až do doby regulace Břežanského potoka pro rozsáhlé mokřady). Valy na Šancích jsou proto spojovány s polním ležením vojska krále Zikmunda roku 1420. Totéž lze konstatovat o fortifikaci v údolí Kálku, neboť cesta jím vedoucí byla přístupem do bývalého hradiště a zde umístěná část valů byla pravděpodobně modifikována pro potřeby modernějšího vojska. Z pozice dolní brány „Ve vratech“ bylo také možno kontrolovat silnici na Modřany a tudy dále ke Kunraticím, kde se nacházely další opevněné body královského vojska.
Prakticky totéž lze konstatovat o mladším období třicetileté války, kdy byly zdejší valy využívány a pravděpodobně upraveny pro osazení polními děly (k tomu ale mohlo dojít v omezené míře již o 200 dříve). Za pozornost ovšem stojí fakt, že tyto „dělostřelecké pozice“ v původně laténských valech se nacházejí právě jen směrem do údolí Kálek, což dokládá význam této lokality a tamní komunikace.
Pravděpodobně z stejného důvodu byl Kálek důležitým terénním prvkem i v průběhu 18. století, kdy byla Praha opakovaně obléhána v letech 1741, 1742, 1744 a 1757. Obléhající armáda v rámci cirkumvalace musela přemostit Vltavu nad i pod metropolí a při geografií omezených možnostech výběru místa hrál Kálek a téměř protilehlé ústí Berounky důležitou úlohu.

### Druhá světová válka
Přestože od raného novověku doznala dopravní infrastruktura jižního okolí Prahy značná vylepšení (často související se zajištěním cirkumvalační linie kolem metropole, která zpravidla procházela Zbraslaví a protějšími vrchy, respektive údolími), zůstávaly hlavní směry komunikací stále velmi podobné, s ohledem na v podstatě neměnnou geografickou dispozici. Proto není příliš překvapivé, že strmý zářez údolí Kálek, který od starověku přetínal spojnici mezi Zbraslaví a Modřany, respektive Vyšehradem a vnitřní Prahou představoval důležitou linii obrany i v květnu 1945. Část Kampffgruppe Wallenstein, která postupovala od výcvikového prostoru SS na Benešovsku podél Vltavy na Zbraslav zde překročila řeku a mířila dále na Komořany a Modřany. Západní část údolí Kálek tak hrála důležitou úlohu v obraně pražských povstalců, neboť Kálek se dal s tanky a samohybnými děly překročit pouze po silnici, na níž vyrostla barikáda. Tvrdé boje v „Komořanských lesích“ (souhrnný název pro tuto lokalitu), které probíhaly 6. a 7. května 1945 si vyžádaly značné množství obětí. Centrální pietní místo na tuto část pražského povstání, na něž byly roku 1975 přeneseny pomníčky dosud rozptýlené v prostoru, je umístěno u severní hranice Kálku. Přímo na historickém mostku přes Kálek je pak jeden z pomníčků, které relokovány nebyly. Připomíná mladého Jiřího Caltu, který na tomto místě položil život při obraně metropole.

## Příroda

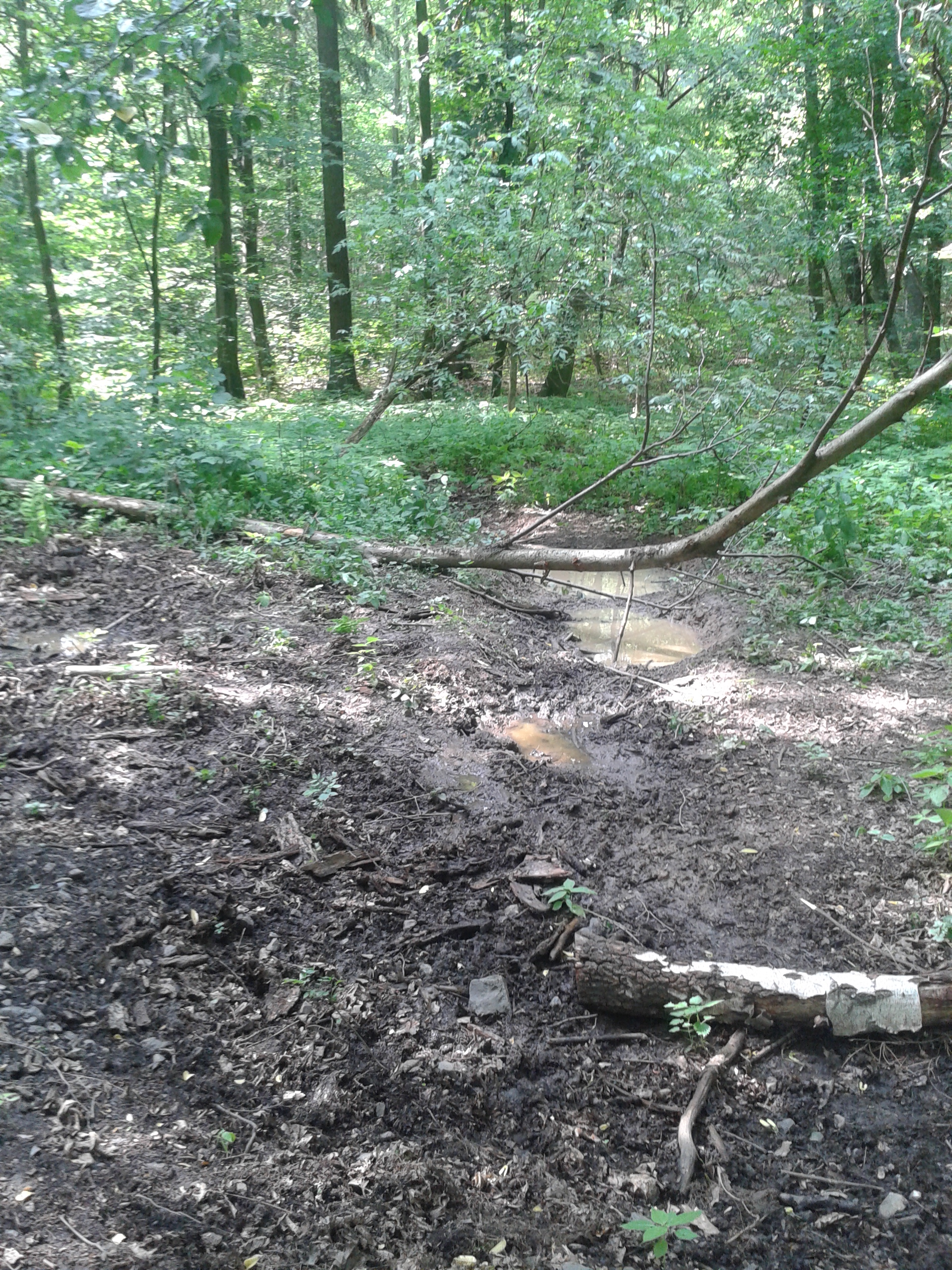
Kaliště prasat na úpatí Šancí v místech kde pramení Závistský potok a začíná údolíčko Kálek.

Svahy rokle jsou převážně pokryty smíšenými lesy. Na rozdíl od jižních svahů vrchu Šance, který pokrývá kyselá doubrava (Luzulo albidae-Quercetum) a zakrslá břeková doubrava (Sorbo torminalis-Quercetum), severně orientované srázy do údolí Kálku tvoří daleko vlhčí dubohabřiny (Melampyro nemorosi-Carpiometum).
Většina území Kálku je od roku 2013, kdy byla rezervace rozšířena severním směrem, chráněno jako součást přírodní rezervace Šance a tvoří významnou část celé rezervace (do té doby byla součástí PR jen jeho jižní část, zmiňovaná v propagačním letáku k přírodnímu parku Modřanská rokle-Cholupice). Přestože je od Břežanského údolí odděleno vrchem Šance a jedná se tak o samostatné severnější údolí, je Kálek zahrnut do evropsky významné lokality Břežanské údolí v rámci sítě Natura 2000, jejímž hlavním chráněným druhem je motýl přástevník kostivalový (Callimorpha quadripunctaria).
Vedle něho se zde vyskytují další chráněné druhy jak brouků a motýlů, tak i ptactva a větších či menších savců. Největším z nich je srnec obecný (Capreolus capreolus), často se zde objevují také skupiny prasete divokého (Sus scrofa), které v si zde s oblibou tvoří kaliště, která nejspíš dala údolí jméno.
V úzké západní části Kálku severně od Závisti se také nachází dvě zděné studánky s prameny, které napájejí Závistský potok. Na severní straně údolíčka v Komořanském katastru, východně od náspu Komořanské ulice, je to studánka zvaná Pod Šancemi (přestože technicky vzato je pod Čihadlem). Na jižní straně Kálku ve Zbraslavském katastru, západně od náspu Komořanské ulice, je Závistská studánka.
Přestože se jedná o přírodní chráněné území (přírodní rezervace a evropsky významná lokalita), je Kálek u Závisti a Komořan, zvláště v místech které přiléhají ke osídlené ploše a ke komunikacím Komořanská a Branišovská, ve velmi špatném stavu a na několika místech je postižen černými skládkami, které jinak půvabné údolí s historickým, byť poškozeným, mostkem značně hyzdí.

## Další zajímavosti
- Místní název Kálek je v regionu Prahy 12 poměrně častý, mezi obcí Cholupice a Cholupickou bažantnicí je rybník Kálek s přilehlou ulicí Ke Kálku a v Písnici je pro změnu ulice V Kálku.[35]
- Díky značnému převýšení a četným ostrým a úzkým zatáčkám Branišovské ulice v Kálku se zde každoročně jezdí závod automobilů do vrchu Zbraslav-Točná v rámci nezávislého seriálu Edda Cup.[36]
- Část Kálku v ostré zatáčce Branišovské ulice na hranici Točenského a Komořanského katastru byla mezi lety 1966 a 1974 zavezena navážkou z ražby trasy C pražského metra.
- V severovýchodním záhybu Kálku v katastru Komořan se nachází pietní místo Stezka Svobody s 16 pomníčky padlých obránců Komořan a Modřan z květnových bojů roku 1945. Další pomníčky se nacházejí v okolních lesích, neboť Kálek se severně od Závisti stal přirozeným obranným postavením proti postupu jednotek SS od Zbraslavského mostu ku Praze. Došlo zde k tvrdým bojům mezi českými povstalci, podporovanými osvobozenými sovětskými zajatci, a dočasně také vlasovci, a esesáky z Kampfgruppe Wallenstein z benešovského výcvikového prostoru.[22]
- Po jižní hranici Kálku prochází žlutá turistická značená trasa 6078 a souběžně s ní naučná „Keltská stezka“,[37][38] která vede od Točenského Náměstí Antonína Pecáka přes hradiště na Šancích odkud jižním svahem Kálku klesá dolů k Závisti.